# Dr. Jekyll Mr. Hyde (singolo)
Dr. Jekyll and Mr. Hyde è un brano musicale della cantautrice italiana Simona Molinari, seconda traccia proveniente dal suo album in studio Dr. Jekyll Mr. Hyde.
È il secondo brano portato dalla cantautrice al Festival ma viene scartato nella prima serata, preferendogli La felicità altro brano cantato in coppia con Cincotti.

## Il video
Il video è stato girato tra New york e Milano Il video vede la regia di Filo Baietti.

## Classifiche
| Classifica (2013) | Posizione |
| ----------------- | --------- |
| Italia            | 96        |